# Figli della Beata Vergine Immacolata di Francia
I Figli della Beata Vergine Immacolata di Francia (in latino Congregatio Filiorum B. M. V. Immaculatae, in francese Fils de Marie Immaculée o Pères de Chavagnes) sono un istituto religioso maschile di diritto pontificio: i membri di questa congregazione clericale, detti popolarmente Padri di Chavagnes, pospongono al loro nome la sigla F.M.I.

## Storia
La congregazione trae origine dal sodalizio organizzato a Chavagnes-en-Paillers, in Vandea, dal parroco locale Louis-Marie Baudouin (1765-1835), composto da sacerdoti ai quali il clima di persecuzione prodotto dalla Rivoluzione francese aveva dato nuovo slancio missionario. La fraternità, in origine senza finalità specifiche, nel 1808 venne disciolta da Gabriel-Laurent Paillou, vescovo di La Rochelle, ma nel 1821 venne restaurata dal vescovo di Luçon, René-François Soyer: nel 1828 alla fraternità aderirono molti docenti del seminario minore di Chavagnes, e lo scopo dei padri divenne la formazione dei giovani candidati al sacerdozio.
Dopo la scomparsa del fondatore, Charles-Isidore Baizé, eletto superiore generale della congregazione, contribuì molto alla sua organizzazione e diffusione: nel 1839 venne aperto il noviziato e il 21 settembre 1841, presso il seminario di Chavagnes, i primi dieci sacerdoti emisero la loro professione dei voti, mentre cinque postulanti presero l'abito.
L'istituto ricevette il pontificio decreto di lode il 22 luglio 1857 e le sue costituzioni vennero approvate definitivamente dalla Santa Sede il 18 luglio 1898. .

## Attività e diffusione
I Figli della Beata Vergine Immacolata si dedicano principalmente all'insegnamento, soprattutto nei seminari, e all'apostolato missionario; la loro spiritualità è incentrata sul mistero del Verbo incarnato.
Sono presenti in Francia, in Canada (Québec), nelle Antille (Dominica, Saint Lucia, Trinidad e Martinica), in Venezuela, in Togo e in Burkina Faso: la sede generalizia è a Chavagnes-en-Paillers, presso Saint-Fulgent.
Al 31 dicembre 2005, l'istituto contava 14 case e 101 membri, 83 dei quali sacerdoti.
Esiste anche il ramo femminile delle Orsoline di Gesù, fondate dallo stesso padre Baudouin nel 1802.